# Легка атлетика на Літній універсіаді 1987
Змагання з легкої атлетики на Літній універсіаді 1987 проходили з 13 по 19 липня в Загребі на стадіоні «Максимир».

## Призери

### Чоловіки
| Дисципліни                | Золото                                                                                                  | Золото   | Срібло                                                                       | Срібло   | Бронза                                                            | Бронза   |
| ------------------------- | --- | -------- | ---------------------------------------------------------------------------- | -------- | ----------------------------------------------------------------- | -------- |
| 100 метрів                | Лі Мак-Рей США                                                                                          | 10,07    | Браян Купер США                                                              | 10,21    | Брюно Марі-Роз Франція                                            | 10,25    |
| 200 метрів                | Воллес Спірмон (старший) США                                                                            | 20,42    | Флойд Герд США                                                               | 20,44    | Едгардо Гільбе Пуерто-Рико                                        | 20,92    |
| 400 метрів                | Майкл Франкс США                                                                                        | 45,33    | Мозес Угбізі Нігерія                                                         | 45,37    | Реймонд П'єрр США                                                 | 45,67    |
| 800 метрів                | Слободан Попович Югославія                                                                              | 1.46,13  | Мусса Фаль Сенегал                                                           | 1.46,71  | Луїс Толедо Мексика                                               | 1.47,07  |
| 1500 метрів               | Хауке Фульбрюгге НДР                                                                                    | 3.44,87  | Роб Гаррісон Велика Британія                                                 | 3.45,13  | Андрій Пономарьов СРСР                                            | 3.45,52  |
| 5000 метрів               | Анаклето Хіменес Іспанія                                                                                | 14.08,15 | Майкл Блекмор США                                                            | 14.08,30 | Девід Свейн Велика Британія                                       | 14.09,21 |
| 10000 метрів              | Аксель Кріппшок НДР                                                                                     | 29.07,02 | Спірос Андріопулос Греція                                                    | 29.08,65 | Пет Портер США                                                    | 29.20,95 |
| 110 метрів з бар'єрами    | Джон Ріджеон Велика Британія                                                                            | 13,29    | Артур Блейк США                                                              | 13,38    | Кіт Таллі США                                                     | 13,40    |
| 400 метрів з бар'єрами    | Дейв Патрік США                                                                                         | 48,75    | Атанасіос Калоянніс Греція                                                   | 48,80    | Йосіда Рейті Японія                                               | 49,20    |
| 3000 метрів з перешкодами | Валерій Вандяк СРСР                                                                                     | 8.33,23  | Хуан Рамон Конде Куба                                                        | 8.33,86  | Айке Сігеюкі Японія                                               | 8.34,23  |
| 4×100 метрів              | СШАЛі Мак-Рей Флойд Герд Лоренцо Денієл Воллес Спірмон (старший) Майкл Марш (забіг) Браян Купер (забіг) | 38,66    | ФранціяП'єр Бутрі Крістоф Боє Жан-Шарль Труабаль Брюно Дюфернес              | 39,42    | ЯпоніяАото Сіндзі Ітікава Такасі Ота Хірохіса Фува Хірокі         | 39,57    |
| 4×400 метрів              | СШАРеймонд П'єрр Лоренцо Денієл Девід Патрік Кевін Робінзайн                                            | 3.01,78  | ЮгославіяБраніслав Караулич Слободан Попович Слободан Бранкович Ісмаїл Мачев | 3.03,95  | СРСРОлег Фатун Валерій Стародубцев Тагір Земсков Володимир Просін | 3.05,85  |
| Марафон                   | Ідзумі Такахіро Японія                                                                                  | 2:24.23  | Муракамі Такахасі Японія                                                     | 2:24.55  | Віктор Гураль СРСР                                                | 2:27.01  |
| Ходьба 20 кілометрів      | Раффаелло Дучческі Італія                                                                               | 1:25.02  | Джакомо Поджі Італія                                                         | 1:25.17  | П'єрлуїджі Фйорелла Італія                                        | 1:26.58  |
| Стрибки у висоту          | Джеймс Лотт США                                                                                         | 2,30     | Сашо Апостоловські Югославія                                                 | 2,30     | Сорін Матей Румунія                                               | 2,30     |
| Стрибки з жердиною        | Віктор Спасов СРСР                                                                                      | 5,65     | Родіон Гатауллін СРСР                                                        | 5,60     | Скотт Девіс США                                                   | 5,60     |
| Стрибки в довжину         | Майк Пауелл США                                                                                         | 8,19     | Пол Еморді Нігерія                                                           | 8,11     | Сергій Заозерський СРСР                                           | 8,06     |
| Потрійний стрибок         | Чарльз Сімпкінс США                                                                                     | 17,16    | Кенні Гаррісон США                                                           | 17,07    | Маріс Бружикс СРСР                                                | 16,90    |
| Штовхання ядра            | Клаус Гермер НДР                                                                                        | 20,38    | Володимир Яришкін СРСР                                                       | 20,12    | Рон Бекс США                                                      | 20,09    |
| Метання диска             | Ренді Гейзлер США                                                                                       | 62,38    | Вацлавас Кидикас СРСР                                                        | 61,72    | Костас Георгакопулос Греція                                       | 60,54    |
| Метання молота            | Ігор Астапкович СРСР                                                                                    | 78,46    | Гайнц Вайс ФРН                                                               | 76,98    | Лючо Серрані Італія                                               | 75,70    |
| Метання списа             | Марек Калета СРСР                                                                                       | 81,42    | Сеяд Крджалич Югославія                                                      | 80,26    | Фолькер Гадвіх НДР                                                | 78,82    |
| Десятиборство             | Зігфрід Вентц ФРН                                                                                       | 8348     | Джім Конноллі США                                                            | 8026     | Патрік Желленс Франція                                            | 7786     |

### Жінки
| Дисципліни             | Золото                                                   | Золото   | Срібло                                                                 | Срібло   | Бронза                                                             | Бронза   |
| ---------------------- | -------------------------------------------------------- | -------- | ---------------------------------------------------------------------- | -------- | ------------------------------------------------------------------ | -------- |
| 100 метрів             | Гвен Торренс США                                         | 11,06    | Ірина Слюсар СРСР                                                      | 11,34    | Тіна Іхеагвам Нігерія                                              | 11,40    |
| 200 метрів             | Гвен Торренс США                                         | 22,44    | Мері Оньялі Нігерія                                                    | 22,64    | Даннетт Янг США                                                    | 22,72    |
| 400 метрів             | Денін Говард США                                         | 51,07    | Людмила Джигалова СРСР                                                 | 51,32    | Сенді Річардс Ямайка                                               | 51,42    |
| 800 метрів             | Слободанка Чолович Югославія                             | 1.56,88  | Мітіка Жуньяту Румунія                                                 | 1.59,28  | Джоетта Кларк США                                                  | 1.59,92  |
| 1500 метрів            | Паула Іван Румунія                                       | 4.01,32  | Світлана Кітова СРСР                                                   | 4.03,03  | Мітіка Жуньяту Румунія                                             | 4.03,04  |
| 3000 метрів            | Паула Іван Румунія                                       | 8.53,61  | Енн Швайцер США                                                        | 8.59,56  | Наталія Артьомова СРСР                                             | 9.02,98  |
| 10000 метрів           | Патті Мюррей США                                         | 33.11,26 | Чжун Хуаньді КНР                                                       | 33.11,59 | Олена Ускова СРСР                                                  | 33.14,71 |
| 100 метрів з бар'єрами | Хайке Теле НДР                                           | 12,84    | Альюска Лопес Куба                                                     | 12,84    | Флоранс Колль Франція                                              | 12,84    |
| 400 метрів з бар'єрами | Наваль ель Мутавакель Марокко                            | 55,21    | Ніколета Карутасу Румунія                                              | 55,35    | Софія Гантер США                                                   | 55,45    |
| 4×100 метрів           | СШАВенді Верін Джекі Вашингтон Даннетт Янг Гвен Торренс  | 42,90    | СРСРНадія Рощупкіна Наталія Помощникова Олена Виноградова Ірина Слюсар | 43,17    | НігеріяТіна Іхеагвам Лінда Есеймокумох Мері Оньялі Фалілат Огункоя | 43,71    |
| 4×400 метрів           | СШАСоня Фрайді Деніз Мітчелл Рошель Стівенс Денін Говард | 3.27,16  | СРСРОлена Виноградова Тетяна Ледовська Лариса Лєсних Людмила Джигалова | 3.27,65  | НігеріяСадія Совунмі Кехінде Вон Айрат Бакаре Марія Усіфо          | 3.33,37  |
| Ходьба 5000 метрів     | Лі Суцзе КНР                                             | 21.51,50 | Олена Родіонова СРСР                                                   | 22.00,01 | Енн Піл Канада                                                     | 22.01,09 |
| Марафон                | Наталія Бардіна СРСР                                     | 2:46.30  | Канесасі Такако Японія                                                 | 2:46.33  | Карлін Еріксон США                                                 | 3:03.00  |
| Стрибки у висоту       | Светлана Ісаєва Болгарія                                 | 1,95     | Наталія Голоднова СРСР                                                 | 1,91     | Сато Мегумі Японія                                                 | 1,88     |
| Стрибки в довжину      | Марієта Ілку Румунія                                     | 6,81     | Людмила Нінова Болгарія                                                | 6,78     | Хайке Грабе НДР                                                    | 6,74     |
| Штовхання ядра         | Наталія Лісовська СРСР                                   | 20,48    | Катрін Наймке НДР                                                      | 20,07    | Лариса Пелешенко СРСР                                              | 19,49    |
| Метання диска          | Цветанка Христова Болгарія                               | 67,96    | Габріеле Райнш НДР                                                     | 64,12    | Хоу Сюемей КНР                                                     | 64,04    |
| Метання списа          | Ірина Костюченкова СРСР                                  | 66,72    | Зузанне Юнг НДР                                                        | 65,36    | Брігітте Грауне ФРН                                                | 61,24    |
| Семиборство            | Лільяна Нестасе Румунія                                  | 6364     | Олена Давидова СРСР                                                    | 6272     | Зузана Лайбнерова Чехословаччина                                   | 6224     |

## Медальний залік
| Місце               | Країна              | Золото | Срібло | Бронза | Загалом |
| ------------------- | ------------------- | ------ | ------ | ------ | ------- |
| 1                   | США                 | 15     | 6      | 9      | 30      |
| 2                   | СРСР                | 7      | 12     | 8      | 27      |
| 3                   | НДР                 | 4      | 3      | 2      | 9       |
| 4                   | Румунія             | 4      | 2      | 2      | 8       |
| 5                   | Югославія           | 2      | 3      | 0      | 5       |
| 6                   | Болгарія            | 2      | 1      | 0      | 3       |
| 7                   | Японія              | 1      | 2      | 4      | 7       |
| 8                   | Куба                | 1      | 2      | 0      | 3       |
| 9                   | Італія              | 1      | 1      | 2      | 4       |
| 10                  | Велика Британія     | 1      | 1      | 1      | 3       |
| 10                  | КНР                 | 1      | 1      | 1      | 3       |
| 10                  | ФРН                 | 1      | 1      | 1      | 3       |
| 13                  | Іспанія             | 1      | 0      | 0      | 1       |
| 13                  | Марокко             | 1      | 0      | 0      | 1       |
| 15                  | Нігерія             | 0      | 3      | 3      | 6       |
| 16                  | Греція              | 0      | 2      | 1      | 3       |
| 17                  | Франція             | 0      | 1      | 3      | 4       |
| 18                  | Сенегал             | 0      | 1      | 0      | 1       |
| 19                  | Канада              | 0      | 0      | 1      | 1       |
| 19                  | Мексика             | 0      | 0      | 1      | 1       |
| 19                  | Пуерто-Рико         | 0      | 0      | 1      | 1       |
| 19                  | Чехословаччина      | 0      | 0      | 1      | 1       |
| 19                  | Ямайка              | 0      | 0      | 1      | 1       |
| Загалом (23 збірні) | Загалом (23 збірні) | 42     | 42     | 42     | 126     |

## Виступ українців
| Чоловіки (5) | Чоловіки (5)       | Чоловіки (5) | Чоловіки (5) |
| Місце        | Атлет              | Дисципліна   | Результат    |
| ------------ | ------------------ | ------------ | ------------ |
| 1            | Валерій Вандяк     | 3000 м з/п   | 8.33,23      |
| 1            | Віктор Спасов      | жердина      | 5,65         |
| 3            | Віктор Гураль      | марафон      | 2:27.01      |
|              | Рудольф Поварніцин | висота       | 2,27         |
|              | Петро Кахнович     | ходьба 20 км | 1:30.42      |
|              | Віктор Гураль      | 10000 м      | 30.03,55     |

| Жінки (7) | Жінки (7)          | Жінки (7)  | Жінки (7)            |
| Місце     | Атлетка            | Дисципліна | Результат            |
| --------- | ------------------ | ---------- | -------------------- |
| 1         | Ірина Костюченкова | спис       | 66,72                |
| 2         | Ірина Слюсар       | 100 м      | 11,34                |
| 2         | Ірина Слюсар       | 4×100 м    | 43,17                |
| 2         | Людмила Джигалова  | 400 м      | 51,32                |
| 2         | Людмила Джигалова  | 4×400 м    | 3.27,65              |
|           | Інеса Шуляк        | довжина    | 6,50                 |
|           | Ірина Ягодіна      | 10000 м    | 34.05,96             |
|           | Олена Завадська    | 800 м      | 2.07,18 (2.02,54)[a] |
| пф        | Наталія Григор'єва | 100 м з/б  | 13,24                |
|           | Ірина Ягодіна      | марафон    | DNF                  |

a  У дужках вказаний кращий результат, показаний у попередньому забігу.